# Odd-Bjørn Hjelmeset
Odd-Bjørn Hjelmeset (* 6. Dezember 1971 in Sandane, Norwegen) ist ein ehemaliger norwegischer Skilangläufer. Er galt als Spezialist für den klassischen Laufstil.

## Werdegang
Hjelmeset, der bereits bei den Juniorenweltmeisterschaften 1991 in Reit im Winkl durch den Sieg mit der norwegischen 4-mal-10-Kilometer-Staffel auf sich aufmerksam machte, gewann bei den Weltmeisterschaften 1999 Bronze über 10 km klassisch, bei den Weltmeisterschaften 2001 Bronze über 15 km klassisch und Gold mit der Staffel sowie bei den Weltmeisterschaften 2005 Gold mit der Staffel.
Bis Ende der Saison 2006/07 gelangen ihm acht Weltcupsiege, hinzu kommen zehn weitere Podestplätze. In der Saison 1999/2000 wurde Hjelmeset Dritter der Weltcup-Gesamtwertung. Bei den Weltmeisterschaften 2007 in Sapporo gewann er gemeinsam mit Eldar Rønning, Lars Berger und Petter Northug die Goldmedaille in der 4 × 10-km-Staffel und wurde Weltmeister über 50 km klassisch.
2007 wurde Hjelmeset mit der Holmenkollen-Medaille geehrt. Er ist auch ein erfolgreicher Leichtathlet: Bei den norwegischen Meisterschaften 1996 und 1999 wurde er jeweils Dritter beim 3000-Meter-Hindernislauf.
Bei den Olympischen Winterspielen 2010 in Vancouver gewann Hjelmeset gemeinsam mit Northug, Berger und Martin Johnsrud Sundby die Silbermedaille im Staffelwettbewerb über 4 × 10 km.
Hjelmset ist Sportdirektor des Norwegischen Biathlonverbands.

## Privates
Hjelmeset ist der Onkel der Biathletin Maren Kirkeeide.

## Erfolge

### Olympische Winterspiele
- 2002 in Salt Lake City: Bronze über 50 km

### Weltmeisterschaften
- 1999 in Ramsau: Bronze über 10 km
- 2001 in Lahti: Gold mit der Staffel, Bronze über 15 km
- 2005 in Oberstdorf: Gold mit der Staffel, Bronze über 50 km
- 2007 in Sapporo: Gold über 50 km, Gold mit der Staffel
- 2009 in Liberec: Gold mit der Staffel

### Siege bei Weltcuprennen

#### Weltcupsiege im Einzel
| Nr. | Datum             | Ort         | Disziplin                       |
| --- | ----------------- | ----------- | ------------------------------- |
| 1.  | 27. November 1999 | Kiruna      | 10 km klassisch Individualstart |
| 2.  | 28. Februar 2000  | Stockholm   | 1 km Sprint klassisch           |
| 3.  | 8. März 2000      | Oslo        | 1 km Sprint klassisch           |
| 4.  | 25. November 2000 | Beitostølen | 15 km klassisch Individualstart |
| 5.  | 1. Februar 2001   | Asiago      | 1,5 km Sprint klassisch         |
| 6.  | 22. Januar 2006   | Oberstdorf  | 1,2 km Sprint klassisch         |
| 7.  | 11. März 2007     | Lahti       | 15 km klassisch Individualstart |
| 8.  | 17. März 2007     | Oslo        | 50 km klassisch Individualstart |

#### Etappensiege bei Weltcuprennen
| Nr. | Datum          | Ort           | Disziplin                   | Rennen              |
| --- | -------------- | ------------- | --------------------------- | ------------------- |
| 1.  | 5. Januar 2008 | Val di Fiemme | 20 km klassisch Massenstart | Tour de Ski 2007/08 |

#### Weltcupsiege im Team
| Nr. | Datum             | Ort            | Disziplin           |
| --- | ----------------- | -------------- | ------------------- |
| 1.  | 9. Dezember 2000  | Santa Caterina | 4 × 5 km Staffel 1  |
| 2.  | 7. November 2001  | Kuopio         | 4 × 10 km Staffel 2 |
| 3.  | 12. Dezember 2004 | Lago di Tesero | 4 × 10 km Staffel 3 |
| 4.  | 20. März 2005     | Falun          | 4 × 10 km Staffel 4 |
| 5.  | 25. März 2007     | Falun          | 4 × 10 km Staffel 5 |

### Siege bei Continental-Cup-Rennen
| Nr. | Datum            | Ort         | Disziplin       | Serie           |
| --- | ---------------- | ----------- | --------------- | --------------- |
| 1.  | 19. März 1993    | Thunder Bay | 10 km klassisch | Continental Cup |
| 2.  | 4. Februar 1996  | Sunne       | 10 km klassisch | Continental Cup |
| 3.  | 16. Februar 1997 | Berkåk      | 30 km klassisch | Continental Cup |

### Siege bei Skimarathon-Rennen
- 1992 Birkebeinerrennet, 54 km klassisch
- 1995 Birkebeinerrennet, 54 km klassisch
- 2003 Birkebeinerrennet, 54 km klassisch

## Weltcup-Gesamtplatzierungen
| Saison    | Gesamt | Gesamt | Distanz | Distanz    | Sprint | Sprint |
| Saison    | Punkte | Platz  | Punkte  | Platz      | Punkte | Platz  |
| --------- | ------ | ------ | ------- | ---------- | ------ | ------ |
| 1992/93   | 2      | 98.    | –       | –          | –      | –      |
| 1993/94   | –      | –      | –       | –          | –      | –      |
| 1994/95   | 6      | 75.    | –       | –          | –      | –      |
| 1995/96   | 31     | 48.    | –       | –          | –      | –      |
| 1996/97   | 72     | 38.    | 22      | 34. 6      | 50     | 26.    |
| 1997/98   | 149    | 20.    | 129     | 11. 6      | 20     | 47.    |
| 1998/99   | 246    | 17.    | 35      | 29. 6      | 246    | 11.    |
| 1999/2000 | 586    | 3.     | 73 245  | 17. 6 5. 7 | 268    | 2.     |
| 2000/01   | 439    | 5.     | –       | –          | 136    | 13.    |
| 2001/02   | 171    | 25.    | –       | –          | 1      | 74.    |
| 2002/03   | 199    | 25.    | –       | –          | 68     | 26.    |
| 2003/04   | 172    | 35.    | 101     | 34.        | 71     | 26.    |
| 2004/05   | 288    | 14.    | 164     | 17.        | 124    | 19.    |
| 2005/06   | 259    | 18.    | 89      | 39.        | 170    | 14.    |
| 2006/07   | 479    | 5.     | 348     | 3.         | 131    | 16.    |
| 2007/08   | 337    | 18.    | 239     | 12.        | 62     | 40.    |
| 2008/09   | 74     | 72.    | 74      | 45.        | –      | –      |
| 2009/10   | 48     | 98.    | 48      | 57.        | –      | –      |
| 2010/11   | 18     | 124.   | 18      | 76.        | –      | –      |